# Ein Sommer in Paris
Ein Sommer in Paris (französischer Titel Romance à Paris) ist eine deutsche Filmkomödie von Jorgo Papavassiliou aus dem Jahr 2011, deren Hauptrollen mit Anica Dobra und Pasquale Aleardi sowie Nicole Heesters, Peter Fitz und Liane Forestieri besetzt sind. Es handelt sich bei dem Fernsehfilm um die vierte Folge der Ein Sommer in …-Filmreihe des ZDFs, die an wechselnden Schauplätzen der Welt spielt.

## Handlung
Eben noch nimmt Krankenschwester Klara in Paris den Heiratsantrag ihres Freundes Jörg an, da offenbart er ihr, mit ihr nach Berlin ziehen zu wollen. Prompt trennt sie sich von ihm und bleibt in Paris. Kurz darauf lernt sie den wohlhabenden Philippe Clement kennen, der sie als Pflegerin für seine Mutter einstellt. Schnell bringt sie neue Lebensfreude in die noble französische Familie und kommt schließlich mit Philippe zusammen.

## Produktion, Veröffentlichung, Quote
Die Dreharbeiten wurden vom 17. August bis 27. September 2010 in Paris und Berlin durchgeführt. Produziert wurde der Film von TeamWorx für das ZDF, das ihn am 15. Mai 2011 erstmals ausstrahlte. 5,91 Mio. (16,9 %) Zuschauer schalteten ein.

## Kritik
„Das Drehbuch vom Tatort-Münster-erfahrenen Duo Stefan Cantz und Jan Hinter findet eine gute Mischung aus dem Ur-Muster der traditionellen romantischen Komödie, aus Elementen der Screwball Comedy und dem deutschen TV-Rührstück – gutes Timing, Ironie & Gefühl kräftig durchgemischt. Anica Dobra ist endlich mal wieder in ihrem Element und Pasquale Aleardi ist die perfekte Besetzung als Leisetreter auf James Stewarts Spuren. Dieses märchenhafte Feelgood-Movie könnte der neue Prototyp für den ZDF-Sonntag werden!“

„Konstruierter (Fernseh-)Unterhaltungsfilm um eine ‚unmögliche‘ Liebe, die Standesschranken überwindet.“